# Rutilus panosi
Rutilus panosi är en fiskart som beskrevs av Bogutskaya och Iliadou 2006. Rutilus panosi ingår i släktet Rutilus och familjen karpfiskar. IUCN kategoriserar arten globalt som sårbar. Inga underarter finns listade i Catalogue of Life.